# 学校法人大和学園 (神奈川県)
学校法人大和学園（がっこうほうじんやまとがくえん）は、神奈川県大和市に本部を置く学校法人。学園の名称としては「大和学園聖セシリア」も使用されている。1929年（昭和4年）に伊東静江が設立した大和学園女学校をルーツとする。カトリック精神に基づく教育を掲げる学園で、音楽の聖人として崇敬されている聖セシリアの名を学校名に冠している。

## 設置する学校
特記しないものは神奈川県大和市に所在
- 聖セシリア女子中学校・高等学校
- 聖セシリア小学校
- 聖セシリア幼稚園
- 聖セシリア喜多見幼稚園（東京都世田谷区喜多見）

### 過去に設置していた学校
- 聖セシリア女子短期大学

## 特色

### キリスト教との関係
日本のミッションスクール（キリスト教主義学校）のほとんどは修道会が設立母体となっているのに対して、大和学園は一信徒が使命感に基づいて開設した「信徒使徒職」の学園である。このため、修道女（シスター）がいるわけではないが、多くのカトリック司祭の関わりのもとでカトリックの精神や教育理念が大切にされている。
「カトリック学校」であることの象徴として、学園聖堂における聖体の安置がある。聖体の安置には教会からの許可が必要であり、静江は学園創設以来長らく許可を求めていたが、信徒使徒職の学園には難しいこととされていた。1969年（昭和44年）にローマ教皇庁からの許可が下りた。1969年1月22日に荒井勝三郎カトリック横浜司教区司教の司式による荘厳なミサが行われ、聖体の安置がなされた。
学園が運営する学校は、日本カトリック学校連合会傘下の各学校連盟（日本カトリック小中高連盟、日本カトリック幼稚園連盟）に加盟している。

## 沿革
1929年（昭和4年）の大和学園女学校設立をもって学園創立とする。
創立者の伊東静江（1893年 - 1971年）は、小田原急行鉄道（現在の小田急電鉄）創立者である利光鶴松の娘として生まれた。静江は東京女子高等師範学校附属高等女学校卒業後、聖心女子学院語学校に学んだが、ここで修道女たちの生活に接し、在校中に受洗（洗礼名モニカ）。キリスト教精神に基づいた女子教育、またカトリック教育の軸として「土に親しむ教育」を展開する学園の創立を志した。折しも1925年（大正14年）より、利光が社長を務める小田原急行鉄道は「林間都市」開発に着手していた。1929年（昭和4年）、小田急江ノ島線開通と合わせるようにして、伊東静江の学園は神奈川県高座郡大和村下鶴間（現在地、現在の大和市南林間）に開設された。学園の名称は「やまとなでしこ」に由来するとされている。

### 「土に親しむ教育」
創立者の伊東静江は、土に親しみ自然に触れる中で、神の摂理を識ることができると考えた。こうした創立者の信念のため、学園には農業と深く関わっていた歴史がある。
戦時下の1945年（昭和20年）3月には、「食料増産のための専門的な農業教育」のため、大和女子農芸専門学校が設立された。女子の農芸学校は珍しい（高等農林学校参照。本校含め3校）。第二次世界大戦後には大和農芸家政短期大学に改組された。
大和農芸家政短期大学に置かれた農芸家政科は、女子の農業専門機関としての教育を行っていた。1962年（昭和37年）には、産業開発青年隊の活躍により、女子の海外移住希望者が増えたのに対応するためとして大和女子海外拓殖学校を設立し、短大に付設した。1963年（昭和38年）には短大に農芸栄養科が新設された。こうした農業にこだわる姿勢は、伊東静江を顕彰する立場の『ただ信頼あるのみ　創立者モニカ伊東静江先生の足跡』においても、高度経済成長により工業化・都市化する社会に逆行して学園が「衰退の道を辿ってしまった」と記す（一方で、「神を愛し、土に親しむ教育こそ真の教育」という信念が揺るがなかった証であり、「静江の真骨頂」とも評価している）。
短大は、1967年（昭和42年）に「保育科」が新設される一方で、入学希望者が年々減少した農芸家政科・農芸栄養科はのちに廃止された。1973年（昭和48年）、大和学園女子短期大学への改称によって学校名から「農芸家政」が消滅する。

### 年表
- 1929年（昭和4年）5月 - 大和学園女学校開設[9][11]
- 1930年（昭和5年）3月 - 大和学園女学校、文部省の認可を受け[9]、大和学園高等女学校創立[11][2]
- 1932年（昭和7年）11月 - 大和学園小学校設立（男女共学）[9][11][2]
- 1935年（昭和10年）9月 - 大和学園喜多見幼稚園設立[9][11][注釈 4]
- 1945年（昭和20年）3月 - 大和女子農芸専門学校設立[11][2][注釈 5]
- 第二次世界大戦後、学制改革により大和学園高等女学校は大和学園中学校・女子高等学校に、大和女子農芸専門学校は大和農芸家政短期大学に改組された[注釈 6]。
  - 1947年（昭和22年）4月 - 大和学園中学校発足（女子部）[注釈 7]
  - 1948年（昭和23年）3月 - 大和学園女子高等学校発足（全日制普通科）[11][注釈 8]
  - 1950年（昭和25年）3月 - 大和女子農芸専門学校を廃止し、大和農芸家政短期大学を設立[7][注釈 9]
- 1950年（昭和25年） - 私立学校法施行に伴い、財団法人大和学園は学校法人大和学園に改組（理事長：伊東静江）[7]。
- 1953年（昭和28年）3月 - 大和学園幼稚園設立[9][11][7]
- 1962年（昭和37年）3月 - 大和女子海外拓殖学校を設立し[注釈 10]、短大に附設[7]
- 1969年（昭和44年）1月 - 聖体を学園聖堂に安置[9][7]
- 1971年（昭和46年）1月 - 創立者・理事長伊東静江帰天[9][7]。伊東千鶴子、2代目理事長に就任
- 1972年（昭和47年） - 「信じ、希望し、愛深く」を校訓に掲げる[2]
- 1973年（昭和48年）4月 - 大和農芸家政短期大学を大和学園女子短期大学に改称[9][11]
- 1978年（昭和53年）4月 - モニカ保育園を開設[9][11]
- 1979年（昭和54年） - 学園創立50周年記念事業において、校称を「聖セシリア」に変更することを決定[2]
- 1980年（昭和55年）5月 - 創立記念日をもって[2]、大和学園幼稚園・小学校・中学校・女子高等学校を、それぞれ聖セシリア幼稚園・小学校・女子中学校・女子高等学校に改称[11][2][注釈 11]
- 1984年（昭和59年）4月 - 大和学園女子短期大学を大和学園聖セシリア女子短期大学と改める[11]
- 2005年（平成17年）4月 - 大和学園聖セシリア女子短期大学を聖セシリア女子短期大学と改める[11]
- 2014年（平成26年） - 伊東公子、3代目理事長に就任
- 2021年（令和3年）3月 - 聖セシリア女子短期大学が閉学